# Barkhor

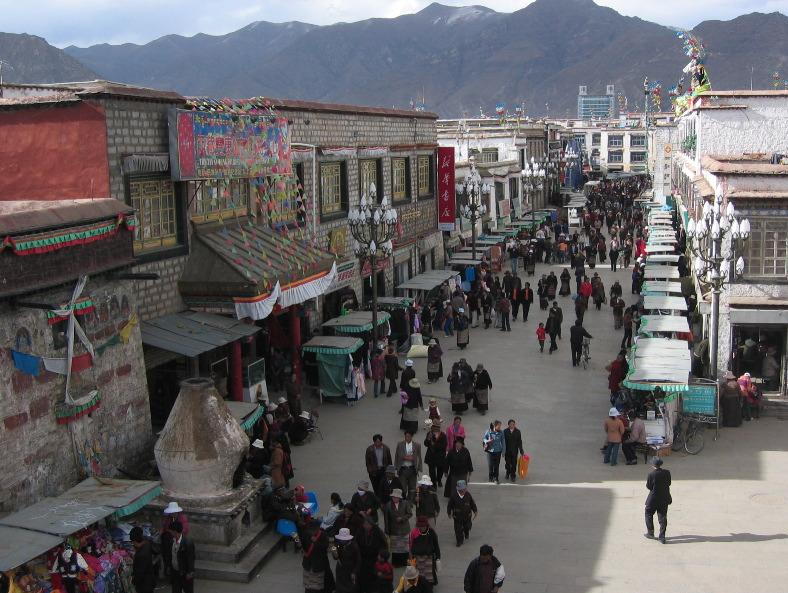
Blick auf die Barkhor-Straße

Die Barkhor-Straße ist  ein etwa 800 Meter langer Gebetsweg, der rund um das Kloster Jokhang in Lhasa führt. Tibetische Pilger umrunden den zentralen Haupttempel Jokhang auf diesem Weg meditierend mit Gebetsmühlen oder mit Niederwerfungen.

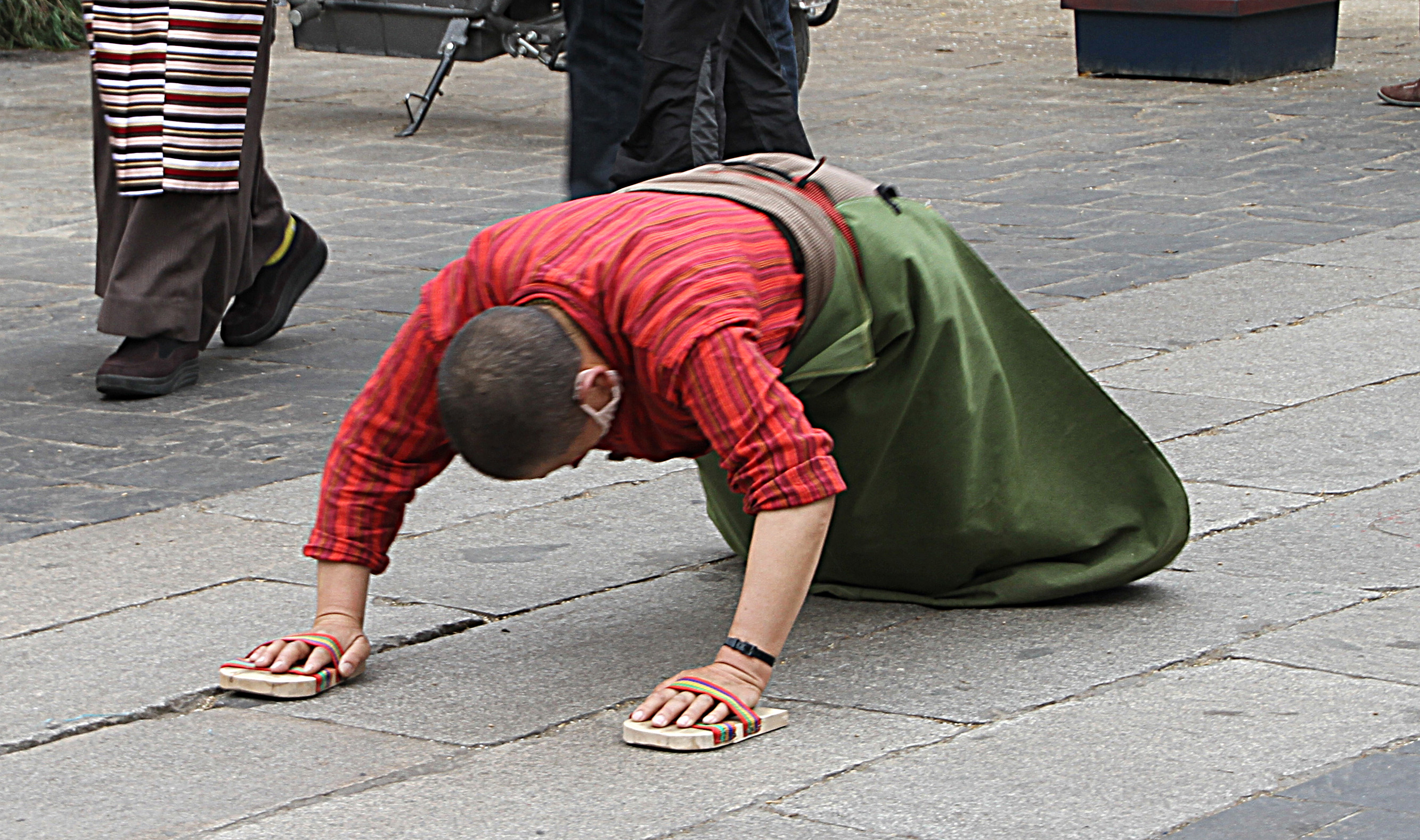
Pilger bei Niederwerfung auf der Barkhor-Straße

## Verlauf und Bedeutung

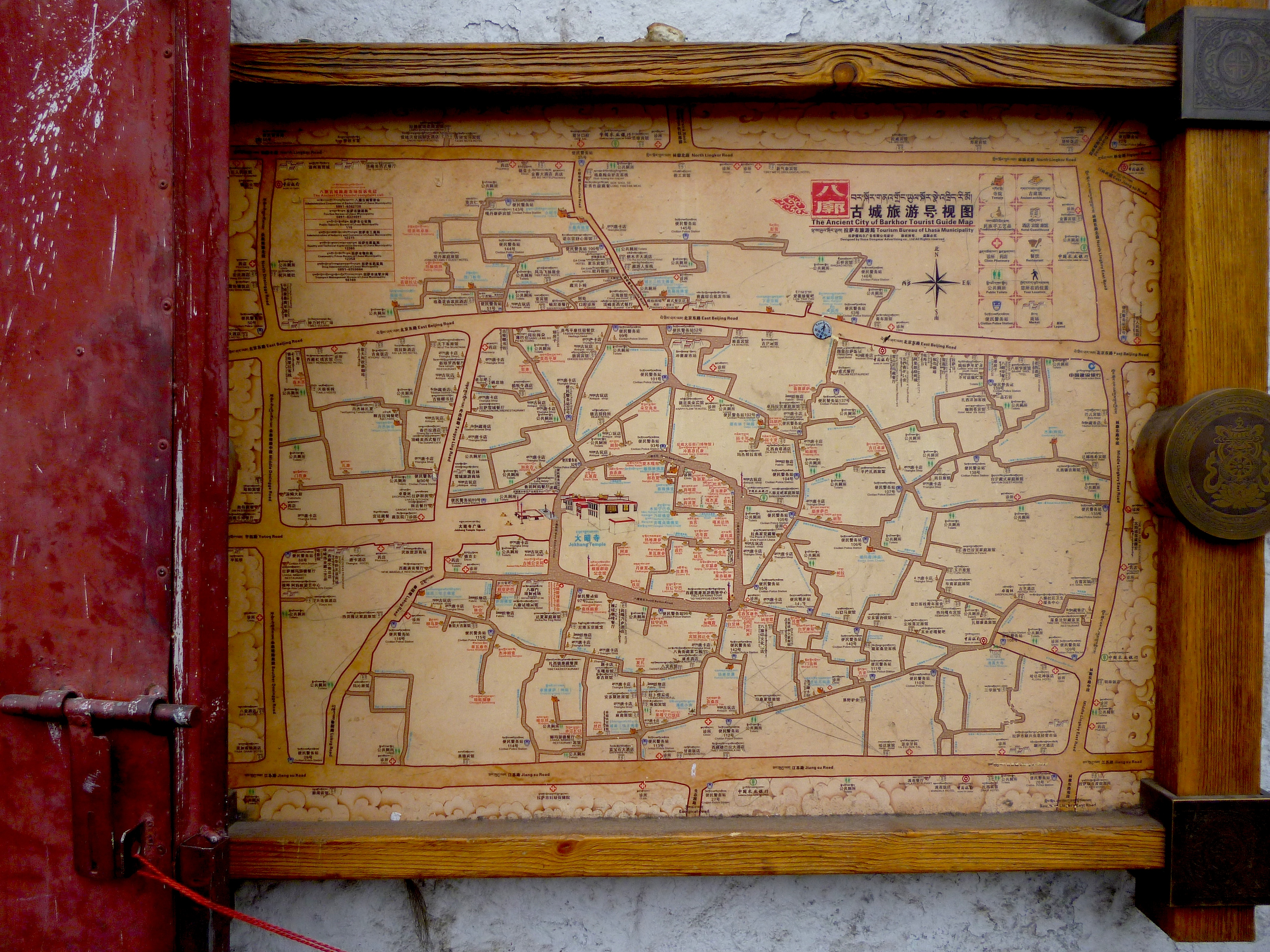
Stadtplan der Altstadt von Lhasa

Barkhor bedeutet „mittlerer Umrundungsweg“ und beschreibt die Lage der Straße rund um den Jokhang-Tempel, der im Zentrum der Altstadt von Lhasa liegt. Der Weg, der mit handpolierten Platten gepflastert ist, wird  von gut erhaltenen alten Bauten gesäumt. In den Geschäften zu beiden Seiten der Barkhor-Straße werden  tibetische Kunstgewerbeprodukte angeboten. Sie stellt ein wichtiges religiöses und wirtschaftliches Zentrum dar.
Der innere Umrundungsweg (Nangkhor) befindet sich im Inneren des Jokhang-Klosters und führt um die Haupthalle herum, der äußere Umrundungsweg Lingkhor führt um die Stadt Lhasa.

## Geschichte
Der erste tibetische König Songtsen Gampo (617–650) ließ im Jahre 647 den Jokhang-Tempel erbauen. Aufgrund seiner Pracht zog er schnell Tausende von buddhistischen Pilgern an. So entstand ein Weg, der den Grundstein der Barkhor-Straße legte. Viele Pilger liefen und laufen zu Fuß im Uhrzeigersinn durch die Barkhor-Straße. Somit entwickelte sie sich immer mehr zu dem Handelszentrum der Stadt.